# Cristelos
Cristelos é uma localidade portuguesa do Município de Lousada que foi sede da extinta Freguesia de Cristelos, freguesia que tinha 2,97 km² de área e 3 040 habitantes (2011), e, por isso, uma densidade populacional de 1 023,6 hab/km².
A Freguesia de Cristelos foi extinta pela reorganização administrativa de 2012/2013, tendo sido agregrada às Freguesias de Boim e Ordem para criar a nova União de Freguesias de Cristelos, Boim e Ordem.

## População
| População da freguesia de Cristelos | População da freguesia de Cristelos | População da freguesia de Cristelos | População da freguesia de Cristelos | População da freguesia de Cristelos | População da freguesia de Cristelos | População da freguesia de Cristelos | População da freguesia de Cristelos | População da freguesia de Cristelos | População da freguesia de Cristelos | População da freguesia de Cristelos | População da freguesia de Cristelos | População da freguesia de Cristelos | População da freguesia de Cristelos | População da freguesia de Cristelos |
| ----------------------------------- | ----------------------------------- | ----------------------------------- | ----------------------------------- | ----------------------------------- | ----------------------------------- | ----------------------------------- | ----------------------------------- | ----------------------------------- | ----------------------------------- | ----------------------------------- | ----------------------------------- | ----------------------------------- | ----------------------------------- | ----------------------------------- |
| 1864                                | 1878                                | 1890                                | 1900                                | 1911                                | 1920                                | 1930                                | 1940                                | 1950                                | 1960                                | 1970                                | 1981                                | 1991                                | 2001                                | 2011                                |
| 533                                 | 480                                 | 618                                 | 736                                 | 742                                 | 774                                 | 790                                 | 788                                 | 954                                 | 1 088                               | 1 281                               | 1 657                               | 2 404                               | 2 709                               | 3 040                               |

| Distribuição da População por Grupos Etários | Distribuição da População por Grupos Etários | Distribuição da População por Grupos Etários | Distribuição da População por Grupos Etários | Distribuição da População por Grupos Etários | Distribuição da População por Grupos Etários | Distribuição da População por Grupos Etários | Distribuição da População por Grupos Etários | Distribuição da População por Grupos Etários | Distribuição da População por Grupos Etários |
| -------------------------------------------- | -------------------------------------------- | -------------------------------------------- | -------------------------------------------- | -------------------------------------------- | -------------------------------------------- | -------------------------------------------- | -------------------------------------------- | -------------------------------------------- | -------------------------------------------- |
| Ano                                          | 0-14 Anos                                    | 15-24 Anos                                   | 25-64 Anos                                   | > 65 Anos                                    |                                              | 0-14 Anos                                    | 15-24 Anos                                   | 25-64 Anos                                   | > 65 Anos                                    |
| 2001                                         | 518                                          | 531                                          | 1 423                                        | 237                                          |                                              | 19,1%                                        | 19,6%                                        | 52,5%                                        | 8,7%                                         |
| 2011                                         | 513                                          | 409                                          | 1 784                                        | 334                                          |                                              | 16,9%                                        | 13,5%                                        | 58,7%                                        | 11,0%                                        |

	5 751

## Património
- Castro de São Domingos